# ناهد (فلم)
ناهد فيلم دراما مصري لعام 1952  من إخراج محمد كريم عن قصة ليوسف وهبي وحوار عبد الوارث عسر. الفيلم من بطولة يوسف وهبي وراقية إبراهيم وتدور الأحداث حول الشابة ناهد التي تدخل في علاقة عاطفية كبيرة مع رجل يكبرها في السن، ويتزوَّجا على إثرها ويعيشا في سعادة، إلا أن المحيطين بهما لا يقبلون تلك العلاقة، فيبدأون في العمل على إفسادها.
صدر الفيلم إلى دور العرض المصرية في 24 مارس 1952.
منح موقع قاعدة بيانات الأفلام العربية «السينما.كوم» الفيلم درجة 5.8/ 10.

## طاقم التمثيل
- يوسف وهبي: في دور الدكتور حمدى
- راقية إبراهيم: في دور ناهد
- عمر الحريري: في دور أحمد (شقيق ناهد)
- محمود المليجي: في دور صدقي (ابن خالة ناهد)
- علوية جميل: في دور دولت هانم (والدة ناهد)
- زمردة: في دور زوزو هانم صديقة ناهد)
- عبد الوارث عسر: في دور أمين بك (خال ناهد)
- فاخر فاخر: في دور سمير (صديق حمدي)
- سعاد أحمد: في دور ثريا هانم (شقيقه حمدي)

بالاشتراك مع: نجوى سالم – سميحة أيوب – سناء جميل – نعيمة وصفي – فوزية مصطفى – محمد الجموسي – وهبة حسب الله – سناء سميح – عبد المنعم بسيوني – كيتي.

## أحداث الفيلم
أفنى الدكتور حمدي (يوسف وهبى) عمره في طلب العلم، وكان مضرباً عن الزواج حتى تقدم به العمر، ثم إقتنع أخيراً بتجربة حظه في الزواج. تقدم حمدي للزواج من ناهد (راقية إبراهيم) التي رفضت من قبله الكثير من الشباب، ولكنها اقتنعت بشخصية الدكتور حمدي وجديته، فقبلته زوجاً رغم فارق السن بينهما، ورغم معارضة والدتها دولت هانم (علوية جميل)، التي كانت تطمع في تزويجها من ابن شقيقتها صدقي (محمود المليجي)، ولم تندم ناهد، وعاشت حياة سعيدة لم تحلم بها مع حمدي، الذي كان يعاملها برفق وحب وإنسانية، حتى أنها أصبحت تخاف منه، من فرط رقته معها، وأنجبت طفلة جميلة أضفت على حياتهما مزيداً من السعادة. تطلب دولت من ناهد التدخل، لإقناع شقيقها الطبيب أحمد (عمر الحريري)، والذي يعمل مساعداً في عيادة زوجها، بقبول الزواج من ابنة فاضل باشا، ولكنه عازف عن الزواج، وكانت زوزو (زمردة حقي) صديقة ناهد في زيارتها، فطلبت منها أن تصحبهم لإقناع أحمد، والذي رفض حتى الحديث في أمر الزواج، وأمام تهديدات والدته وافق على التفكير في الأمر، وكانت ناهد تعد لحفل كبير، تقيمه في منزلها بمناسبة عيد ميلاد زوجها حمدي، وزارت بعض صديقاتها لدعوتهم للحفل ونصحوها بمراقبة زوجها، ولكنها لم تلق لهم بالاً، وعندما ذهبت لمنزل صديقتها زوزو، لم تجدها ووجدت الخادمة تتأهب للمغادرة، لمرض إبنها، فطلبت منها ان تنتظر زوزو، وفوجئت بحضور زوزو بصحبة زوجها الدكتور حمدي، وسمعتها تقول له، إنقذنى من فضلك فأنا حامل، ولابد من الإجهاض أو الزواج، فرفض حمدي الإجهاض ووافق على الزواج، لأنه الحل الأمثل، وأنها أحق من الأخرى، فطلبت منه عدم ابلاغ ناهد، وظنت ناهد أن زوجها هو والد الجنين، فخرجت من المنزل، دون ان يشعروا بها، وحضرت عيد الميلاد، دون أن يبدو عليها شيئا، وبعد الحفل رفضت أن ينام حمدى في نفس الحجرة، وزادت عصبيتها دون ان تخبره بالأسباب، وفي اليوم التالي صحبت إبنتها وغادرت إلى بيت والدتها ولم تذكر سبب غضبها، وحينما حضر حمدي، رفضت أن تعود معه لمنزلها، كما رفضت أن تواجهه بالأسباب، وتدخلت أمها لتزيد النار إشتعالاً، رغم أنها لا تعرف ما هي المشكلة، وحاول خالها أمين بيه (عبد الوارث عسر) إصلاح مابين الزوجين، دون جدوى فلم تخبره ناهد بالسبب، حتى انفرد بها، فأخبرته ان هناك امرأة أخرى. تدخلت ثريا هانم (سعاد أحمد) شقيقة حمدي، وهددت العائلة باللجوء للقضاء لطلب ناهد في بيت الطاعة، فزادت النار إشتعالاً، وترك أحمد العمل في عيادة الدكتور حمدي، فظنت أمه أن حمدي طرده، ليخلو له الجو، وشاهد صدقي الدكتور حمدي يجلس مع زوزو بالكازينو فالتقط صورة لهما، وأخبر العائلة بأنه علم من هي عشيقة حمدي، ولم تبدى ناهد أي تعليق، مما أكد للجميع صدق المعلومات، وعرض صدقى نشر الصورة في الجرائد، لفضح حمدى ليسهل أمام المحكمة الموافقة على الطلاق، الذي يرفضه حمدى، ولكن ناهد تدخلت، ورفضت بشدة التشهير بزوجها، وانتزعت الصورة من يد صدقى، بعد ان لطمته على وجهه، وأعلنت عودتها لمنزل زوجها، حتى تحبط محاولة التشهير به، وهددت صدقى برفع قضية تشهير عليه، لو أقدم. على محاولة التشهير بزوجها. كانت ناهد تحفظ لوالدها المرحوم، انه تحمل قسوة وجبروت وإهانات أمها، لمدة طويلة من أجل الحفاظ على سعادتها ومستقبلها، فحاولت هي الأخرى ان تتحمل زوجها من أجل سعادة إبنتها، بالحفاظ على سمعة والدها وصورته، وعادت للمنزل مع خالها أمين بيه، الذي واجه الدكتور حمدى، بأن علاقته بزوزو قد إنكشفت، وعندما اعترض حمدى على صدق صدقى، أخبرته ناهد بما سمعت من حوار بينه وبين زوزو، وعرضت ان تبقى في المنزل لبعض الوقت منفصلين، لتحبط مخطط صدقى، ثم تحصل على الطلاق، وعندها يمكنه الزواج من زوزو، ولكن حمدى عرض الطلاق الآن والزواج أيضا، وخرج لإحضار المأذون، ولكنه عاد ومعه حماته واحمد شقيق زوجته وزوزو أيضا، وشرح للجميع أن أحمد هو الذي غرر بزوزو وحملت منه، وعندما لجأت إليه للإجهاض، رفض وعرض عليها مساعدتها على الزواج من أحمد، الذي رفض الزواج بالحسنى، وترك العيادة غاضبا، ولكنه أجبره على الزواج، ويبقى فقط تسجيل الزواج، وإكتشفت ناهد كيف ظلمت زوجها، المخلص الأمين والمحب لها ولبيته، وأن الأقارب جميعا تدخلوا لإفساد سعادتها، وما كان لها ان تشك بزوجها، أو على الأقل مواجهته، وركعت تحت أقدامه تطلب العفو والسماح.

## روابط خارجية
- مقالات تستعمل روابط فنية بلا صلة مع ويكي بيانات